# Amphizonella violacea
Amphizonella violacea - gatunek ameby należących do gromady Tubulinea wchodzącej w skład supergrupy Amoebozoa.
Charakteryzuje się zmiennym kształtem. Występują trzy zasadnicze formy aktywnych ameb tego gatunku:
- forma nieporuszająca się - najczęściej kształtu kulistego lub lekko spłaszczonego, wytwarzająca czasami pseudopodia.
- forma poruszająca się - posiada pseudopodia, jest kształtu wydłużonego, jajowatego
- forma rozciągnięta - nieregularna, długa z pseudopodiami występującymi często na przeciwległych biegunach, nieruchoma.

Osobniki dorosłe osiągają wielkość 125 - 250 μm. Maksymalną zmierzoną wielkość posiadał osobnik formy rozciągniętej i mierzył 558 μm.